# Abolfazl Rahmani
Abolfazl Jaser Rahmani Firuzdżaji (pers. ابوالفضل رحمانی; ur. 2006) – irański zapaśnik walczący w stylu wolnym. 
Złoty medalista mistrzostw Azji w 2025. Trzeci na MŚ juniorów w 2024 roku. 